# Maximiliano Gagliardo
Maximiliano Gagliardo (Chivilcoy, provincia de Buenos Aires, Argentina, 21 de abril de 1981) es un futbolista argentino. Juega de arquero y su equipo actual es Flandria, de la Primera B

## Trayectoria
Su primer equipo fue Almirante Brown de Arrecifes, para pasar luego a El Porvenir (por entonces en la B Nacional) y luego recalar en Flandria en el que sería el inicio de su carrera como titular indiscutido en los equipos por donde pasó. En la entidad de Jauregui se adueñó de la portería partir de la 3.ª fecha y terminar esa temporada siendo uno de los referentes del club que estuvo a punto de ascender. Luego pasa a Platense y después dos temporadas en Deportivo Morón, club que pierde la promoción a segunda división en el último minuto de tiempo adicionado. Su próximo club es Unión San Felipe de Chile para regresar a su país y actuar en Defensa y Justicia, Tristán Suárez y Atlanta. En 2013 pasó a jugar en Los Andes, donde logró el ascenso a la Primera B Nacional en 2014 al terminar primero en la Zona B del Campeonato de Primera B 2014. El año siguiente, Los Andes logró una muy buena campaña en el Campeonato de Primera B Nacional 2015, logrando la permanencia en la categoría con Santiago Aranda. Gagliardo consiguió así establecerse como capitán y referente en Los Andes que a la vez es el equipo que más ha defendido con 152 presencias.
Tras su paso por el club de Lomas de Zamora, pasó a Arsenal Fútbol Club para el Campeonato de Primera B Nacional 2018-19. El equipo de Sarandí se consagró campeón al vencer a Sarmiento de Junín en un partido de desempate y así logró el regreso a la Primera División de Argentina.

## Estadísticas

### Clubes
| Almirante Brown (A) Argentina | 2.ª                 | 2001-02             | 6   | ?    | -  | -  | - | - | 6   | ?    | ?    |
| Almirante Brown (A) Argentina | Total club          | Total club          | 6   | ?    | -  | -  | - | - | 6   | ?    | ?    |
| El Porvenir Argentina | 2.ª                 | 2002-03             | 0   | 0    | -  | -  | - | - | 0   | 0    | 0    |
| El Porvenir Argentina | Total club          | Total club          | 0   | 0    | -  | -  | - | - | 0   | 0    | 0    |
| Flandria Argentina | 3.ª                 | 2003-04             | 38  | ?    | -  | -  | - | - | 38  | ?    | ?    |
| Flandria Argentina | 3.ª                 | 2010-11             | 39  | 27   | -  | -  | - | - | 39  | 27   | 0.69 |
| Flandria Argentina | 3.ª                 | 2011-12             | 39  | 43   | 0  | 0  | - | - | 39  | 43   | 1.1  |
| Flandria Argentina | 3.ª                 | 2025                | 9   | 4    | -  | -  | - | - | 9   | 4    | 0.44 |
| Flandria Argentina | Total club          | Total club          | 125 | +74  | 0  | 0  | - | - | 125 | +74  | ?    |
| Platense Argentina | 3.ª                 | 2004-05             | 21  | 12   | -  | -  | - | - | 21  | 12   | 0.57 |
| Platense Argentina | Total club          | Total club          | 21  | 12   | -  | -  | - | - | 21  | 12   | 0.57 |
| Deportivo Morón Argentina | 3.ª                 | 2005-06             | 66  | ?    | -  | -  | - | - | 66  | ?    | ?    |
| Deportivo Morón Argentina | 3.ª                 | 2006-07             | 66  | ?    | -  | -  | - | - | 66  | ?    | ?    |
| Deportivo Morón Argentina | 3.ª                 | 2007-08             | 66  | ?    | -  | -  | - | - | 66  | ?    | ?    |
| Deportivo Morón Argentina | Total club          | Total club          | 66  | ?    | -  | -  | - | - | 66  | ?    | ?    |
| Unión San Felipe · Chile | 2.ª                 | A-2008              | 22  | 31   | 0  | 0  | - | - | 22  | 31   | 1.41 |
| Unión San Felipe · Chile | Total club          | Total club          | 22  | 31   | 0  | 0  | - | - | 22  | 31   | 1.41 |
| Tristán Suárez Argentina | 3.ª                 | 2008-09             | 38  | ?    | -  | -  | - | - | 38  | ?    | ?    |
| Tristán Suárez Argentina | Total club          | Total club          | 38  | ?    | -  | -  | - | - | 38  | ?    | ?    |
| Defensa y Justicia Argentina | 2.ª                 | 2009-10             | 10  | 15   | -  | -  | - | - | 10  | 15   | 1.5  |
| Defensa y Justicia Argentina | Total club          | Total club          | 10  | 15   | -  | -  | - | - | 10  | 15   | 1.5  |
| Atlanta Argentina | 3.ª                 | 2012-13             | 41  | 41   | 0  | 0  | - | - | 41  | 41   | 1    |
| Atlanta Argentina | Total club          | Total club          | 41  | 41   | 0  | 0  | - | - | 41  | 41   | 1    |
| Los Andes Argentina | 3.ª                 | 2013-14             | 37  | 25   | 3  | 2  | - | - | 40  | 27   | 0.68 |
| Los Andes Argentina | 3.ª                 | 2014                | 20  | 12   | -  | -  | - | - | 20  | 12   | 0.6  |
| Los Andes Argentina | 2.ª                 | 2015                | 42  | 49   | 3  | 3  | - | - | 45  | 52   | 1.16 |
| Los Andes Argentina | 2.ª                 | 2016                | 21  | 22   | -  | -  | - | - | 21  | 22   | 1.05 |
| Los Andes Argentina | 2.ª                 | 2016-17             | 34  | 36   | 2  | 3  | - | - | 36  | 39   | 1.08 |
| Los Andes Argentina | 2.ª                 | 2017-18             | 24  | 22   | -  | -  | - | - | 24  | 22   | 0.92 |
| Los Andes Argentina | Total club          | Total club          | 178 | 166  | 8  | 8  | - | - | 186 | 174  | 0.94 |
| Arsenal Argentina | 2.ª                 | 2018-19             | 25  | 19   | 1  | 0  | - | - | 26  | 19   | 0.73 |
| Arsenal Argentina | 1.ª                 | 2019-20             | 12  | 18   | 0  | 0  | - | - | 12  | 18   | 1.5  |
| Arsenal Argentina | 1.ª                 | 2020                | -   | -    | 9  | 12 | - | - | 9   | 12   | 1.33 |
| Arsenal Argentina | Total club          | Total club          | 37  | 37   | 10 | 12 | - | - | 47  | 49   | 1.04 |
| Barracas Central Argentina | 2.ª                 | 2021                | 16  | 14   | -  | -  | - | - | 16  | 14   | 0.88 |
| Barracas Central Argentina | 1.ª                 | 2022                | 11  | 17   | 9  | 18 | - | - | 20  | 35   | 1.75 |
| Barracas Central Argentina | Total club          | Total club          | 27  | 31   | 9  | 18 | - | - | 36  | 49   | 1.36 |
| Independiente Rivadavia Argentina | 2.ª                 | 2023                | 32  | 27   | 0  | 0  | - | - | 32  | 27   | 0.84 |
| Independiente Rivadavia Argentina | Total club          | Total club          | 32  | 27   | 0  | 0  | - | - | 32  | 27   | 0.84 |
| Quilmes Argentina | 2.ª                 | 2024                | 5   | 7    | 1  | 3  | - | - | 6   | 10   | 1.67 |
| Quilmes Argentina | 2.ª                 | 2025                | 0   | 0    | 1  | 0  | - | - | 1   | 0    | 0    |
| Quilmes Argentina | Total club          | Total club          | 5   | 7    | 2  | 3  | - | - | 7   | 10   | 1.43 |
| Total en su carrera | Total en su carrera | Total en su carrera | 608 | +441 | 29 | 41 | - | - | 637 | +482 | ?    |
| (1) Las copas nacionales se refiere a la Copa Argentina, a la Copa de la Liga Profesional y a la Copa Chile. (2) Las copas internacionales se refiere a la Copa Libertadores y a la Copa Sudamericana. (3) Media de goles por encuentro. No incluye goles en partidos amistosos. |                     |                     |     |      |    |    |   |   |     |      |      |

## Palmarés

### Títulos nacionales
| Título             | Club                    | País      | Año     |
| ------------------ | ----------------------- | --------- | ------- |
| Primera B          | Los Andes               | Argentina | 2014    |
| Primera B Nacional | Arsenal                 | Argentina | 2018/19 |
| Primera B Nacional | Independiente Rivadavia | Argentina | 2023    |

### Otros logros
| Logro                      | Club             | País      | Año  |
| -------------------------- | ---------------- | --------- | ---- |
| Ascenso a Primera División | Barracas Central | Argentina | 2021 |